# NGC 1212
NGC 1212 (również IC 1883, PGC 11815 lub UGC 2560) – galaktyka spiralna (S0-a), znajdująca się w gwiazdozbiorze Perseusza. Została odkryta 18 października 1884 roku przez Lewisa Swifta, podana przez niego pozycja była jednak niedokładna. Niektóre katalogi i bazy obiektów astronomicznych (np. baza SIMBAD) jako NGC 1212 identyfikują sąsiednią galaktykę PGC 11761.